# NGC 3445
NGC 3445 ist eine Balken-Spiralgalaxie vom Hubble-Typ SBm im Sternbild Großer Bär am Nordsternhimmel. Sie ist schätzungsweise 95 Millionen Lichtjahre von der Milchstraße entfernt und hat einen Durchmesser von etwa 45.000 Lichtjahren.

Gemeinsam mit PGC 32784 bildet sie das gravitativ gebundene Galaxienpaar Arp 24 oder KPG 256 und zusammen mit NGC 3440 und NGC 3458 die NGC 3445-Gruppe (LGG 226).
Halton Arp gliederte seinen Katalog ungewöhnlicher Galaxien nach rein morphologischen Kriterien in Gruppen. Diese Galaxie gehört zu der Klasse Einarmiger Spiralgalaxien (Arp-Katalog). 
Das Objekt wurde am 8. April 1793 von dem deutsch-britischen Astronomen William Herschel entdeckt.

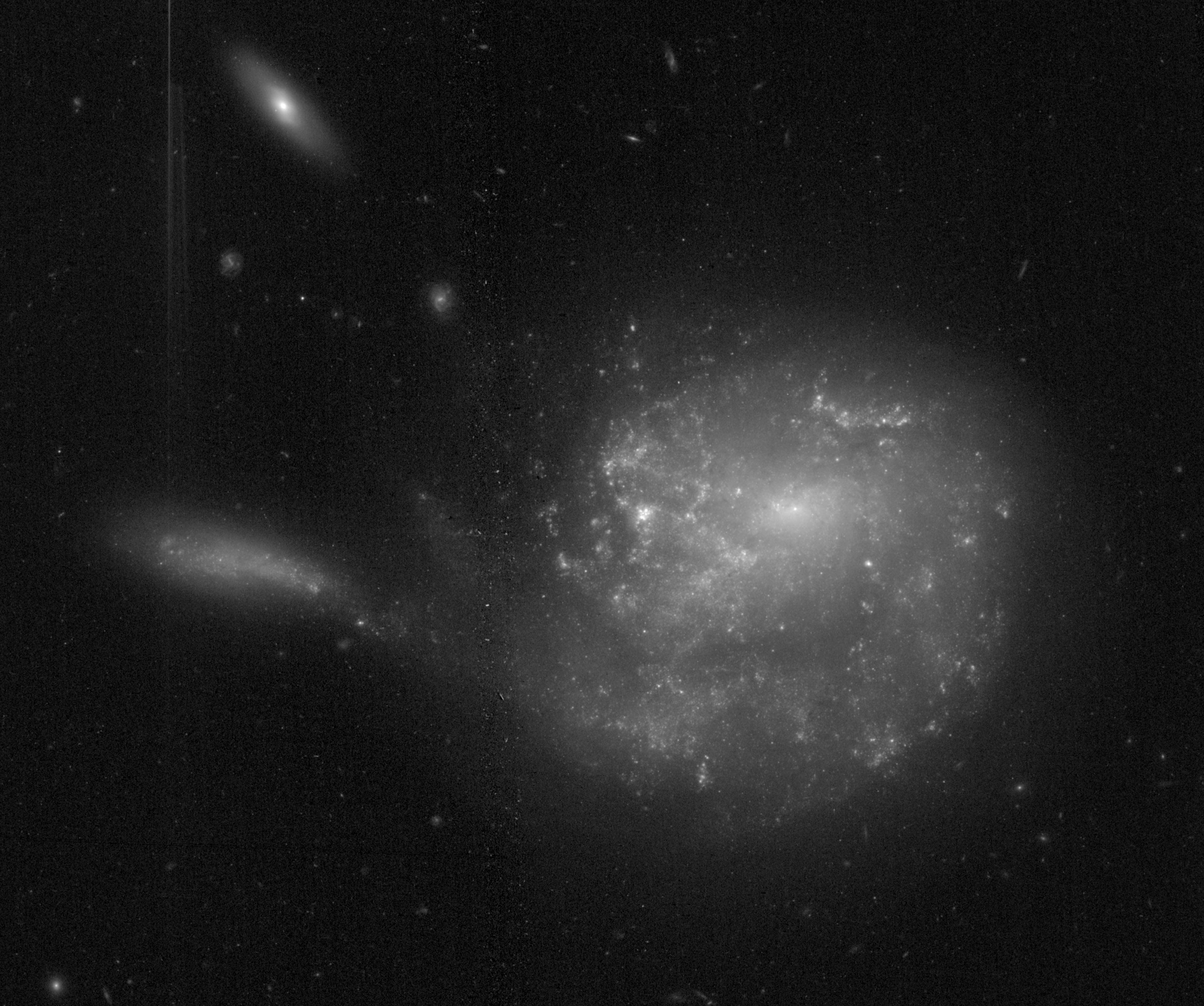
Aufnahme mithilfe des Hubble-Weltraumteleskops

## NGC 3445-Gruppe (LGG 226)
| Galaxie   | Alternativname | Entfernung/Mio. Lj |
| --------- | -------------- | ------------------ |
| NGC 3445  | PGC 32772      | 95                 |
| NGC 3440  | PGC 32714      | 88                 |
| NGC 3458  | PGC 32854      | 87                 |
| PGC 32784 | MCG +10-16-024 | 81                 |